# San Angelo (Teksas)
San Angelo je grad u američkoj saveznoj državi Teksas. Prema popisu stanovništva iz 2010. u njemu je živjelo 93.200 stanovnika.